# Hyoscyamus gallagheri
Hyoscyamus gallagheri är en potatisväxtart som beskrevs av A.G. Miller och J.A. Biagi. Hyoscyamus gallagheri ingår i släktet bolmörter, och familjen potatisväxter. Inga underarter finns listade i Catalogue of Life.